# أنادولو أنونيم
شركة أنادولو أنونيم التركية للتأمين (شركة أنادولو للتأمين) شركة أسسها مصطفى كمال أتاتورك في 1 أبريل 1925، وكانت أول شركة تأمين وطنية في تركيا. لا تزال واحدة من أكبر شركات التأمين في البلاد.

## روابط خارجية
- صفحة الويب الرسمية Anadolu Sigorta